# Estadio Olímpico Pascual Guerrero
Az Estadio Olímpico Pascual Guerrero a kolumbiai Cali városának egyik labdarúgó-stadionja. Korábban mindkét helyi nagy csapat, az América de Cali és a Deportivo Cali is használta, de az Estadio Deportivo Cali megépülése után kizárólag az Américáé lett.

## Története
Cali városában már a 20. század első felében is állt egy fából készült labdarúgó-stadion, az Estadio Galilea. Amikor a város akkori déli részén, a 
mai San Fernando városrészben még csak az első házak kezdtek felépülni, megszületett az ötlet, hogy ehelyett egy új, jobb létesítményt kellene felépíteni ezen a területen. A terv egyik fő szószólója és támogatója a palmirai származású író, költő és újságíró, Pascual Guerrero Marmolejo volt, aki a város képviselő-testületébe is bekerült. Ez a testület 1934. július 28-án bocsátotta ki azt a 11. számmal ellátott rendeletet, amelyben 50 000 pesót biztosított a munkálatok megkezdésére. A terület, ahol az építkezés történt, szintén Guerrero tulajdonában állt. A rendelet azt is kimondta, hogy az avatóünnepségre 1936. július 25-én kell, hogy sor kerüljön, mivel ekkor fogják ünnepelni Cali alapításának 400. évfordulóját, azonban az időpontot nem sikerült tartani, az avatás csaknem egy évvel később, 1937. július 20-án történt meg.
Az új stadionnak két lelátója volt: a betontetős nyugatiba 2500, a keletibe 4000 szurkoló fért be. A nyitómérkőzés egy háromcsapatos kis torna első meccse volt, amelyet Kolumbia és Mexikó vívott egymással. A kezdőrúgást Stella Zawadzky „sportkirálynő” végezte el Guillermo Lemus Guzmán polgármester és a spanyol Juan Alis játékvezető jelenlétében. Kolumbia 3–1-re nyert Roberto Meléndez, Julio Mera és Romelio Martínez góljaival. A stadion, amelyet ezután lassan teljesen körbenőtt a város, Pascual Guerrero nevét vette fel.
1950 áprilisában Alfonso Lizarazo Bohórquez kormányzó politikai támogatásával elvégezték az első átépítési munkálatokat. A nyugati (az árnyékos) lelátó 5000 fősre bővült, összesen pedig 7500-an fértek el ezen az oldalon. Hamarosan felállítottak 6 oszlopot is, amelyekre a világítást szerelték fel: az első villanyfényben játszott mérkőzés a legnagyobb városi rangadó, az América és a Deportivo összecsapása volt 1951. augusztus 7-én.
Mivel az 1954-es Nemzeti Atlétikai Játékok színhelyéül Calit jelölték ki, és a legmegfelelőbb helyszínnek, a stadionnak csak a nyugati része volt elfogadható állapotban, 1952-ben nekiláttak a két szintes keleti lelátó, valamint az északi és a déli oldal megépítésének. Az egész átalakítás, beleszámítva egy új uszoda és egy új tornaterem felépítését is, mintegy 6 és fél millió pesóba került. Az avatásra 1954. július 11-én került sor. Mivel a pályát gyakran elárasztotta a víz, ezért 1961 februárja és májusa között új vízelvezető rendszert építettek ki. 1962 augusztusa és a következő év eleje között az északi és a déli lelátót bővítették második szinttel. Amikor a 6. Pánamerikai Játékok rendezését is Calinak ítélték, újabb munkálatok kezdődtek a stadionban, ezúttal a nyugati részén: 1970 augusztusára ez a rész már három szintessé vált.
2001-ben a Copa América egyik színhelye is ez a stadion volt, 2011-ben pedig U-20-as világbajnoki mérkőzéseket is rendeztek benne.
A stadion történetének legnagyobb tragédiája 1982. november 17-én történt, amikor a 3–3-ra végződő városi rangadó után a lelátó felső részén néhány szurkoló vizelni kezdett lefelé, az alattuk állók pedig ez elől menekülni kezdtek. A hatalmas tolongásban 24 ember életét vesztette, 100-nál többen pedig megsérültek. A felelősöket soha nem találták és nem büntették meg.

## Képek

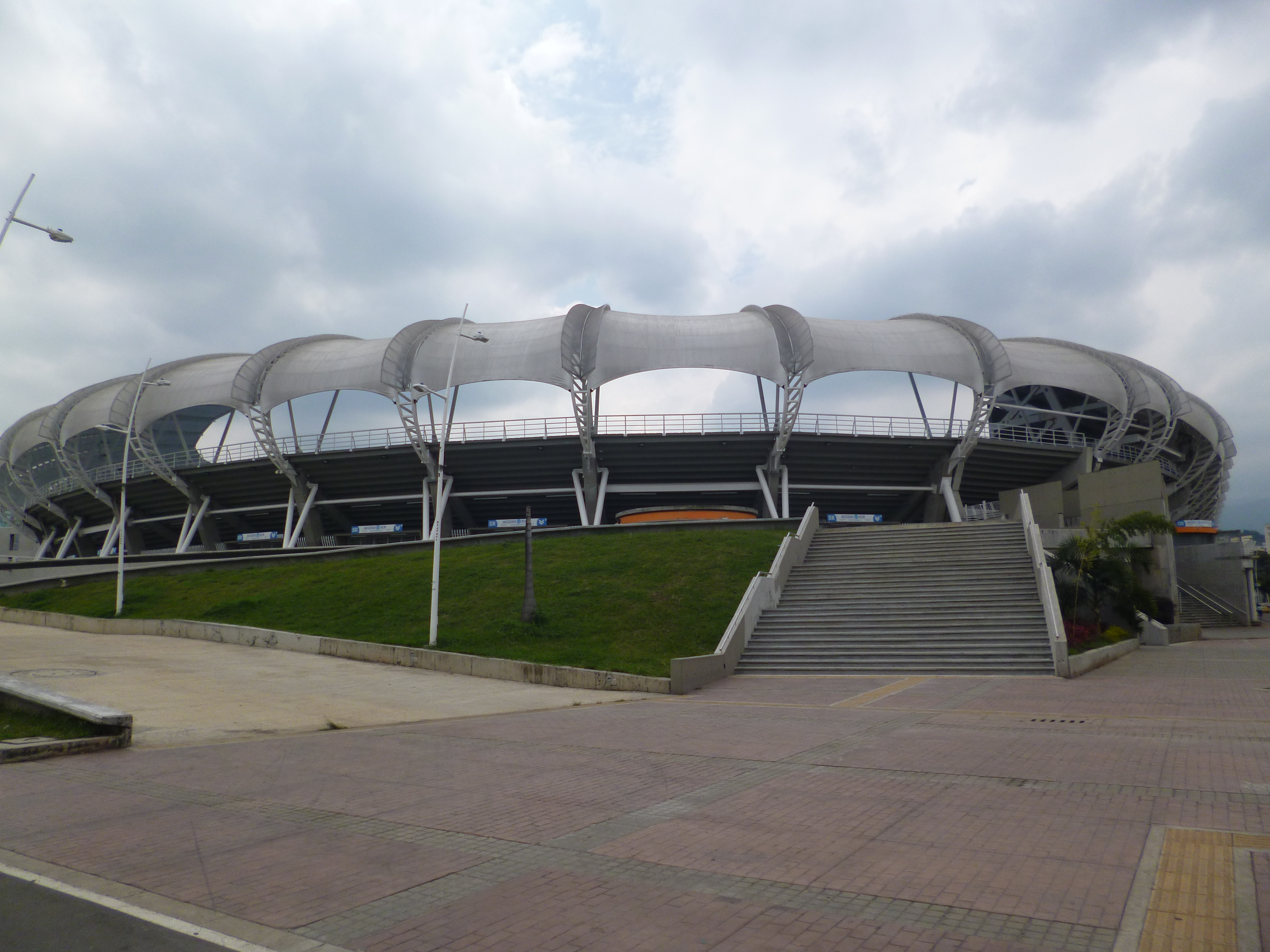
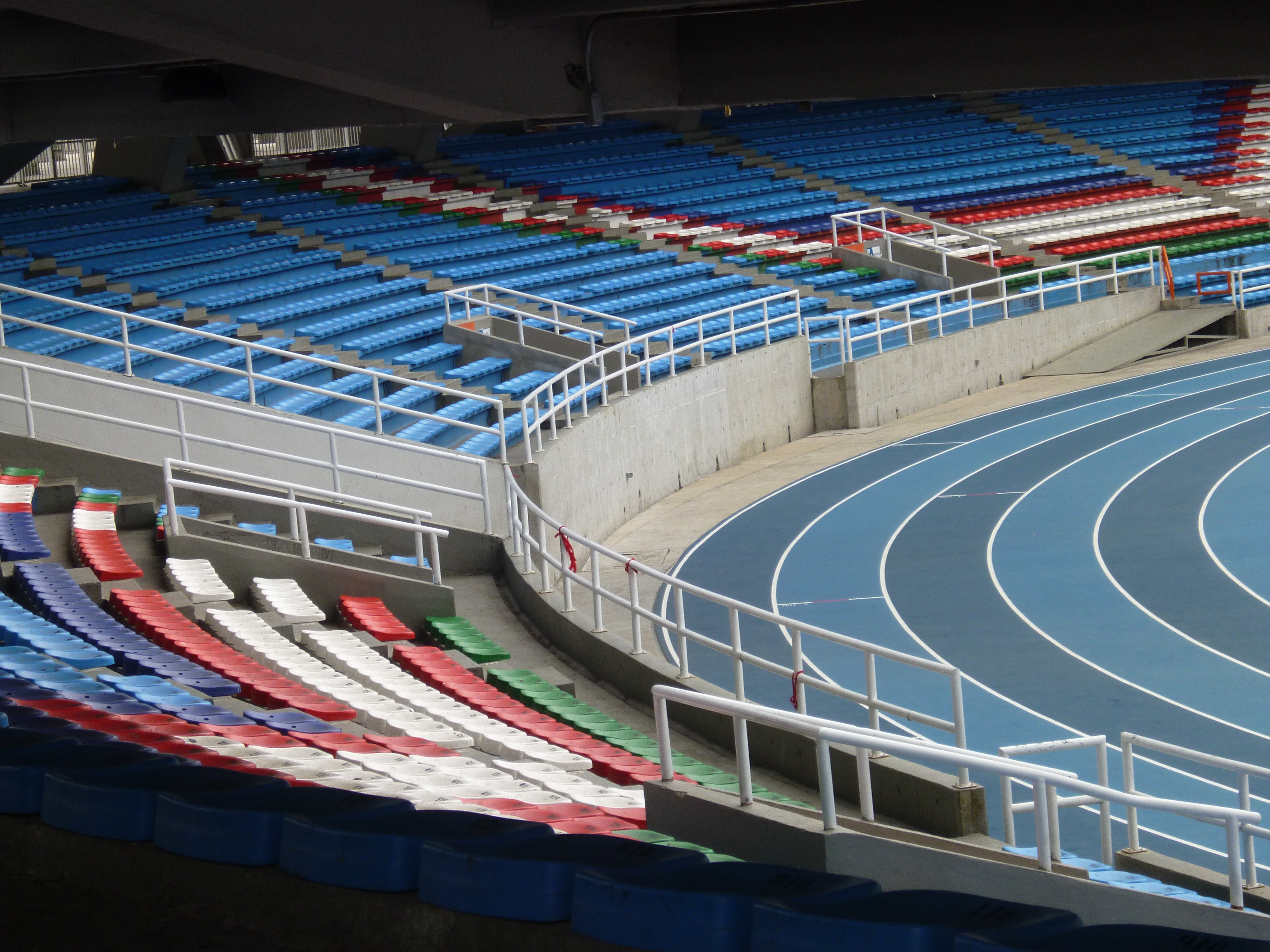
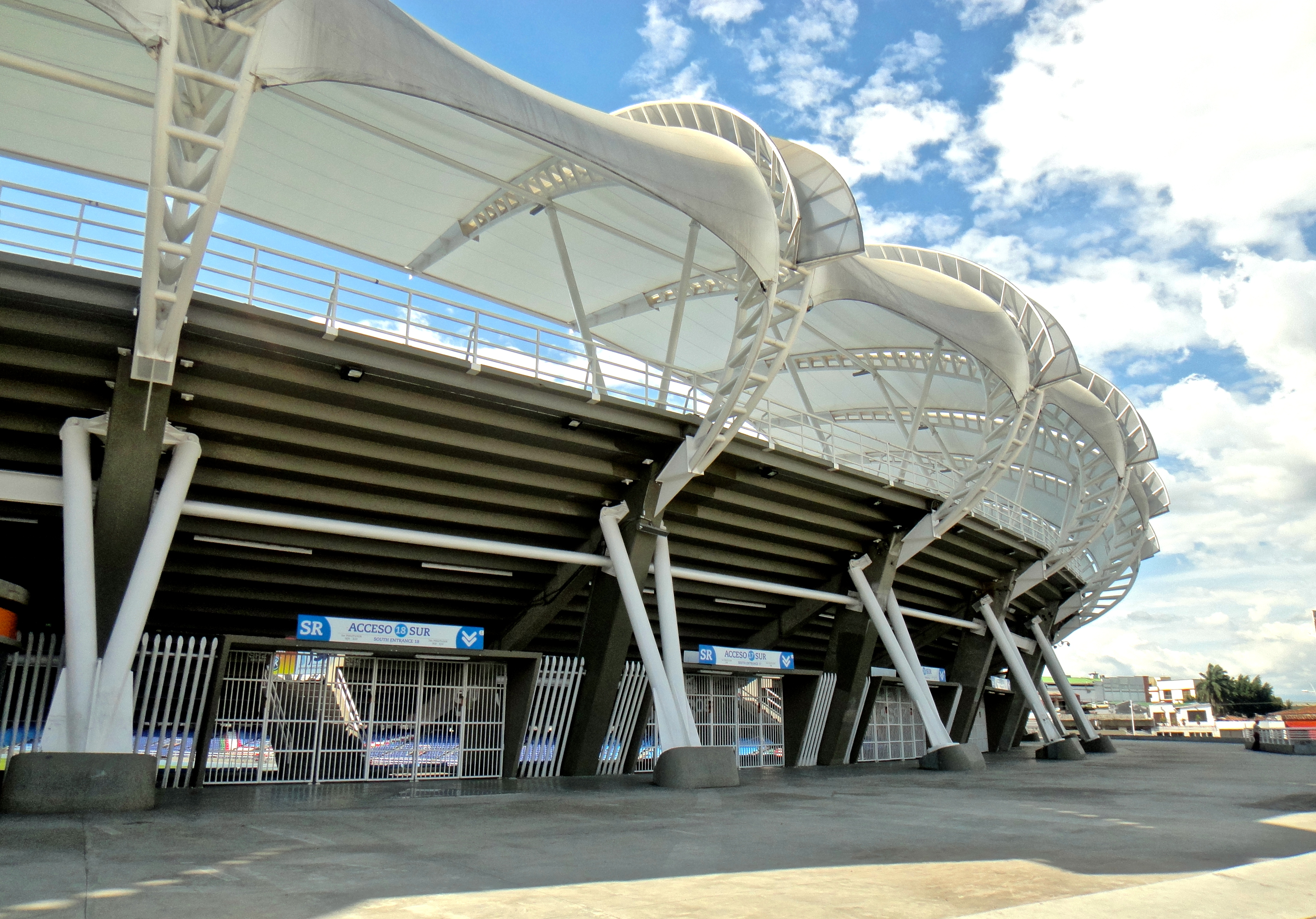
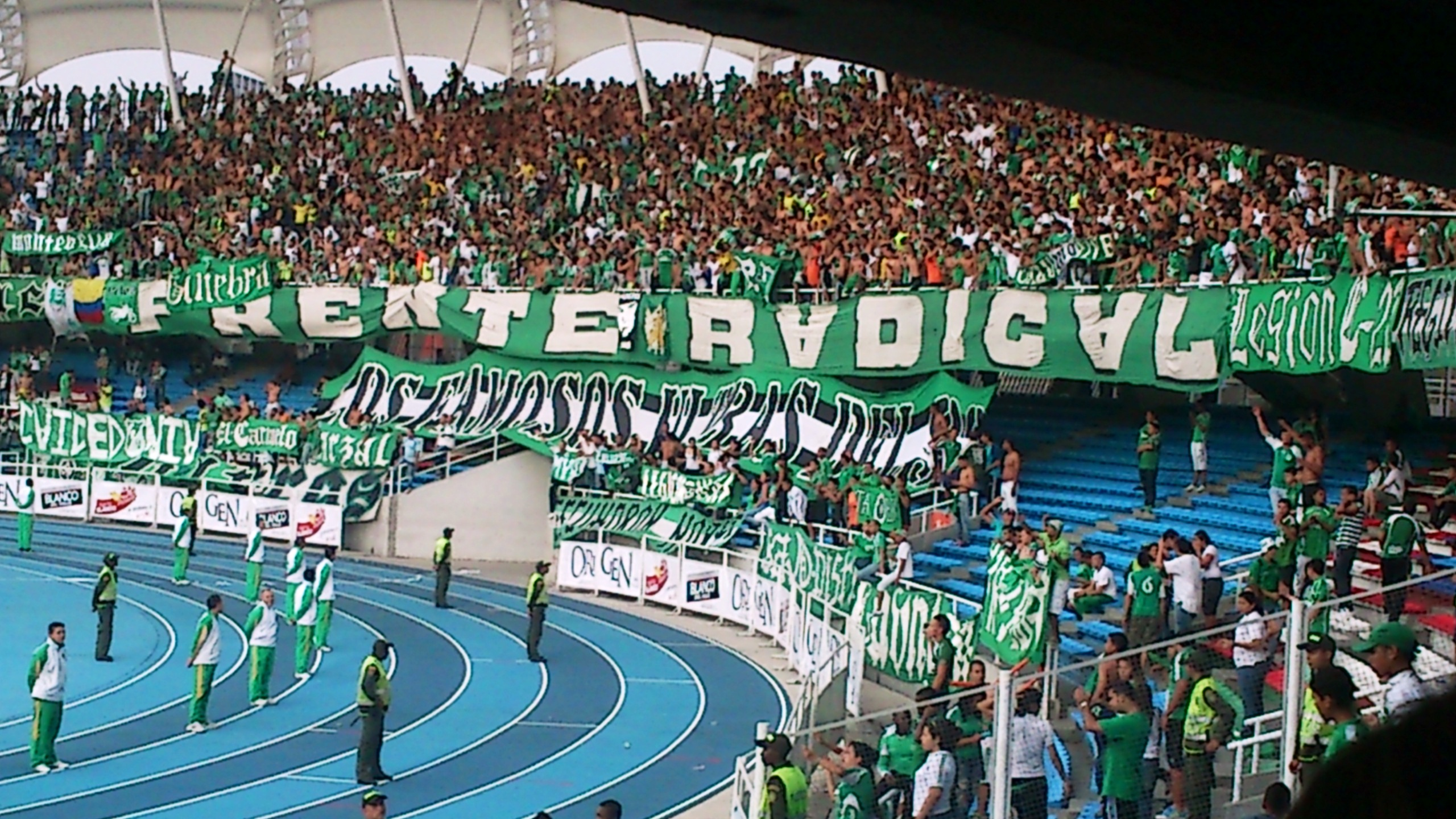